# Czubniczka różowawa
Czubniczka różowawa (Cystolepiota moelleri Knudsen) – gatunek grzybów z rodziny pieczarkowatych (Agaricaceae).

## Systematyka i nazewnictwo
Pozycja w klasyfikacji według Index Fungorum: Cystolepiota, Agaricaceae, Agaricales, Agaricomycetidae, Agaricomycetes, Agaricomycotina, Basidiomycota, Fungi.
Po raz pierwszy takson ten opisał w 1978 r. Henning Knudsen. Synonimy:
- Cystolepiota rosea (Rea) Bon 1976
- Cystolepiota rosella M.M. Moser 1978
- Lepiota rosea Rea 1918[2].

## Występowanie i siedlisko
Czubniczka różowawa występuje w Ameryce Północnej, Azji i Europie. Najwięcej stanowisk podano w Europie. W Polsce po raz pierwszy jego stanowiska podano w 2011 r. w Beskidzie Małym.
Naziemny grzyb saprotroficzny. W Polsce znaleziony na żyznej ziemi w lesie mieszanym (jesion wyniosły, klon zwyczajny, klon jawor, jodła pospolita, brzoza, bez czarny).

## Morfologia
Kapelusz
O średnicy do 4 cm, rzadziej do 6 cm, u młodych okazów półkulisty, potem płaski. Powierzchnia gęsto pokryta drobnymi, ostrymi, proszkowatymi różowymi lub czerwono-brązowymi łuskami i brodawkami.
Blaszki
Gęste, wolne, białe do jasno kremowych. Krawędź blaszek sterylna.
Trzon
Wysokość do 4 cm, średnica 0,5 cm, cylindryczny z lekko poszerzoną podstawą. Powierzchnia o barwie bladoróżowej do winnoczerwonej, pokryta różowymi lub czerwono-brązowymi włókienkami, kłaczkami i granulkami.
Cechy mikroskopowe
Podstawki 4-zarodnikowe, 15–30 × 4–7 μm. Zarodniki cylindryczne lub podłużne, 4–5,3 × 2,4–3 μm, cienkościenne, bezbarwne, nieamyloidalne. Cheilocystydy liczne, bezbarwne, maczugowate, wąsko maczugowate lub odwrotnie jajowate, 15–38 × 6,5–14 μm, często z cylindrycznymi, pojedynczymi lub rozgałęzionymi naroślami wierzchołkowymi. Pleurocystyd brak. Skórka kapelusza zbudowana z kulistych lub elipsoidalnych strzępek, w górnej części o średnicy do 65 μm, ściankach o grubości 0,2–0,7 μm i czerwono-brązowym zabarwieniu. Sprzążki występują na strzępkach wszystkich części grzyba.